# Дюрнштайн (замок, Нижняя Австрия)
Дюрнштайн (нем. Burgruine Dürnstein) — руины средневекового замка в долине Вахау на Дунае над городком Дюрнштайн в Австрии. По своему типу относится к замкам на вершине.

## История

### Ранний период

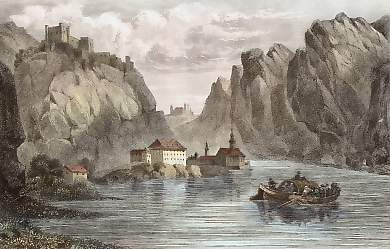
Руины замка на рисунке 1842 года

Каменный замок был построен представителями династии фон Кюнринген в середине XII века. Аззо фон Гобатсбург, основатель рода Кюнринген, приобрёл эту территорию у монастыря Тегернзее. Его внук Адмар построил каменный замок.
Город Дюрнштайн и замок были связаны общей оборонительной стеной. Замок играл роль цитадели.
Замок знаменит тем, что именно здесь больше года (с декабря 1192 по март 1193 года) в качестве пленника содержался король Ричард I Львиное Сердце. Английский монарх возвращался из Третьего крестового похода, но был схвачен по инициативе герцога Леопольда V (которого успел унизить при взятии города Акра). По преданию, короля заточили в башню Штархембергварте. Позднее из замка Ричарда перевезли во владения немецкого императора Генриха VI. Тот сумел получить от англичан гигантский выкуп за короля.
В 1306 году впервые упоминается часовня, посвященная Иоанну Богослову. В 1588 году замок был реконструирован князем Штрайн фон Шварценау и превращён в неприступную крепость.

### Эпоха упадка
В 1645 году на заключительном этапе Тридцатилетней войны замок захватили шведы, которыми командовал Лённарт Торстенссон. Покидая Дюрнштайн после заключения мира, шведы взорвали систему укреплений.
После 1662 года в замке больше не располагался гарнизон, а стены и башни никто не восстанавливал. В последний раз Дюрнштайн пытались использовать в качестве фортификационного сооружения во время очередного турецкого нашествия.
После 1679 году замка окончательно превратился в руины.
Башня Штархембергварте, которую так любят посещать туристы, была построена над руинами Дюрнштайна в 1882 году. Инициатором стал принц Камилло Стархемберг. Он же проложил за свои средства удобную тропу на горе. Этот путь сохранился по настоящее время и является важной достопримечательностью Вахау.

## Галерея

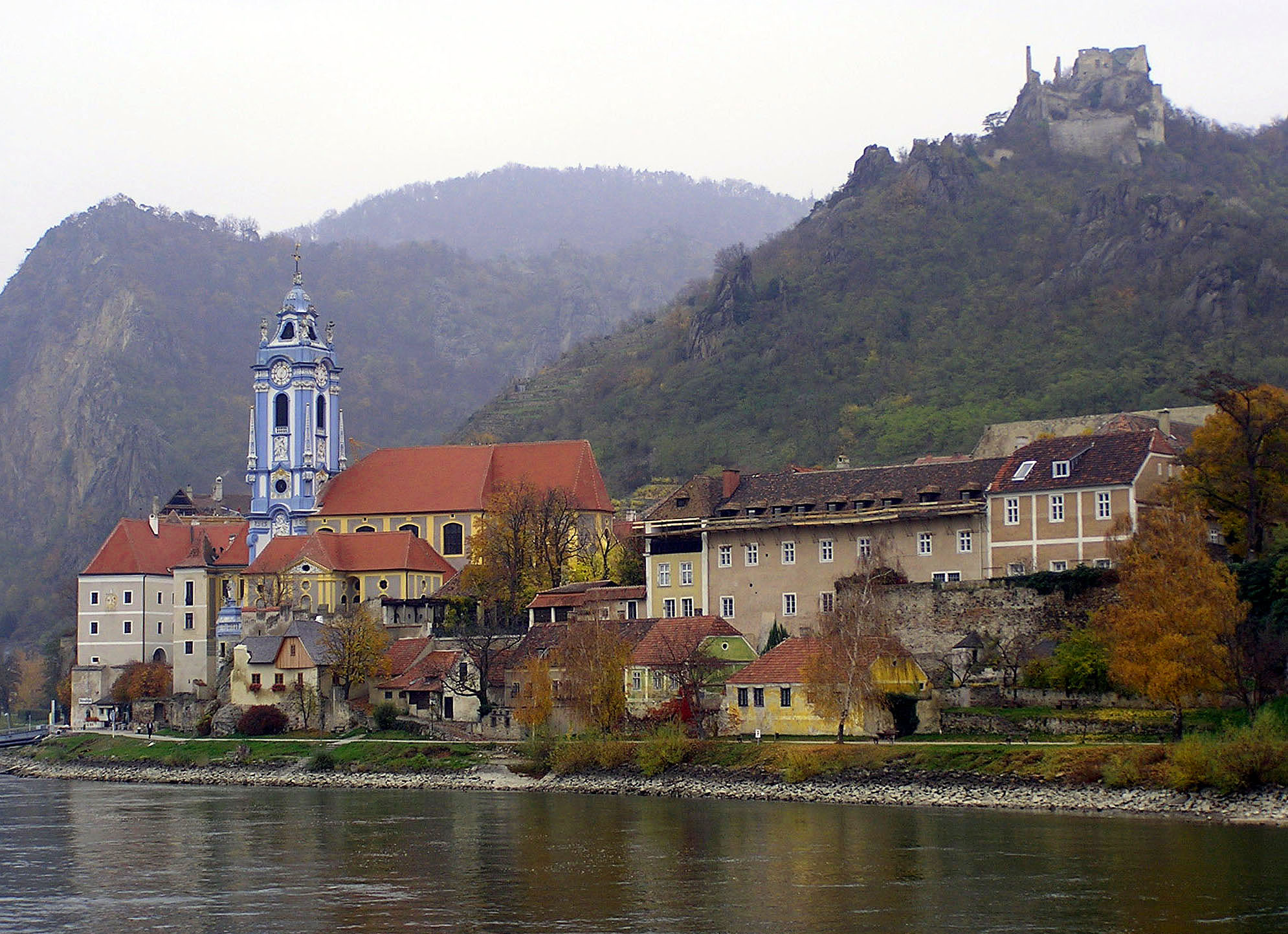
Руины замка над городом Дюрнштайн
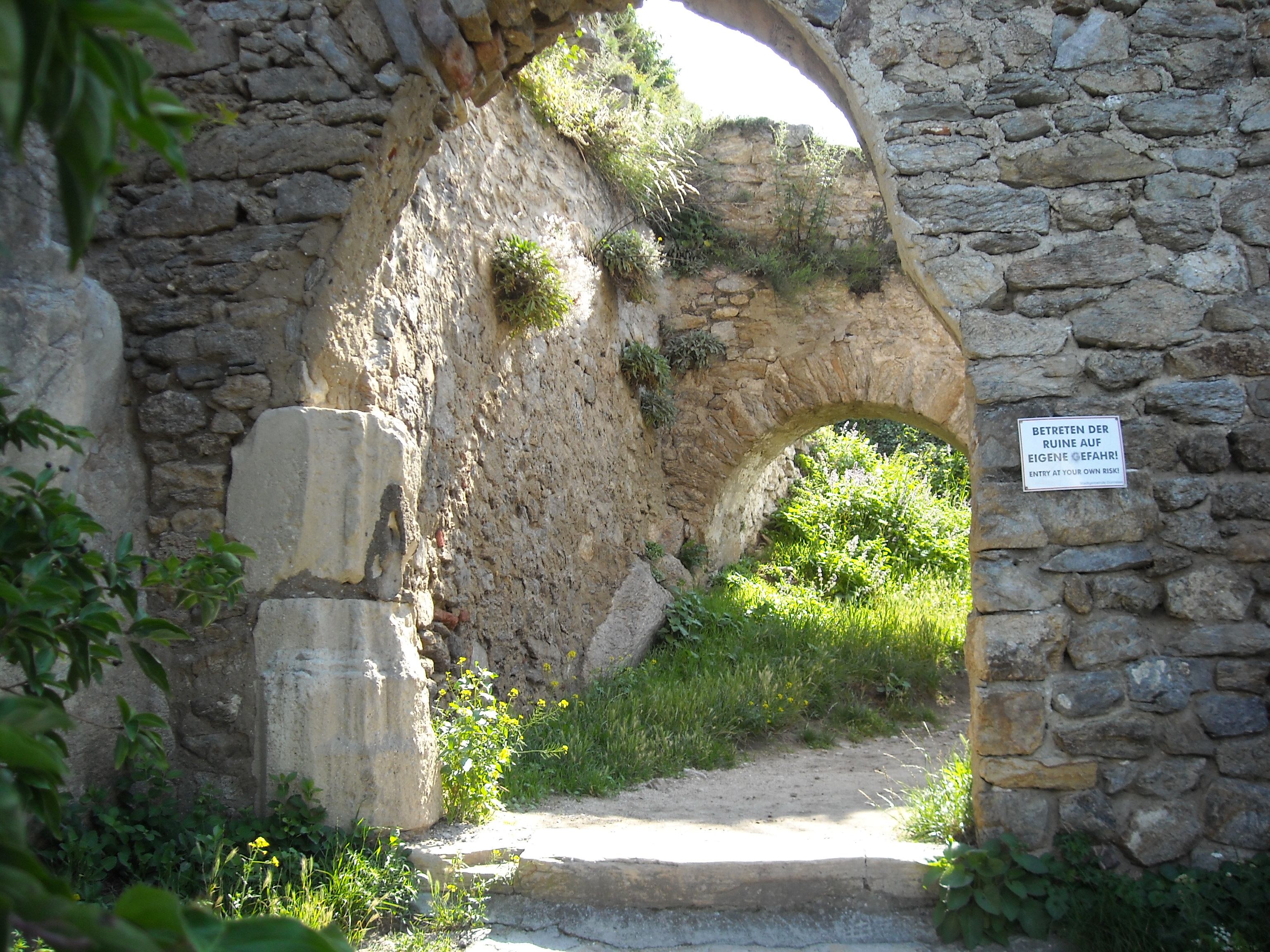
Руины ворот, ведущих в замок
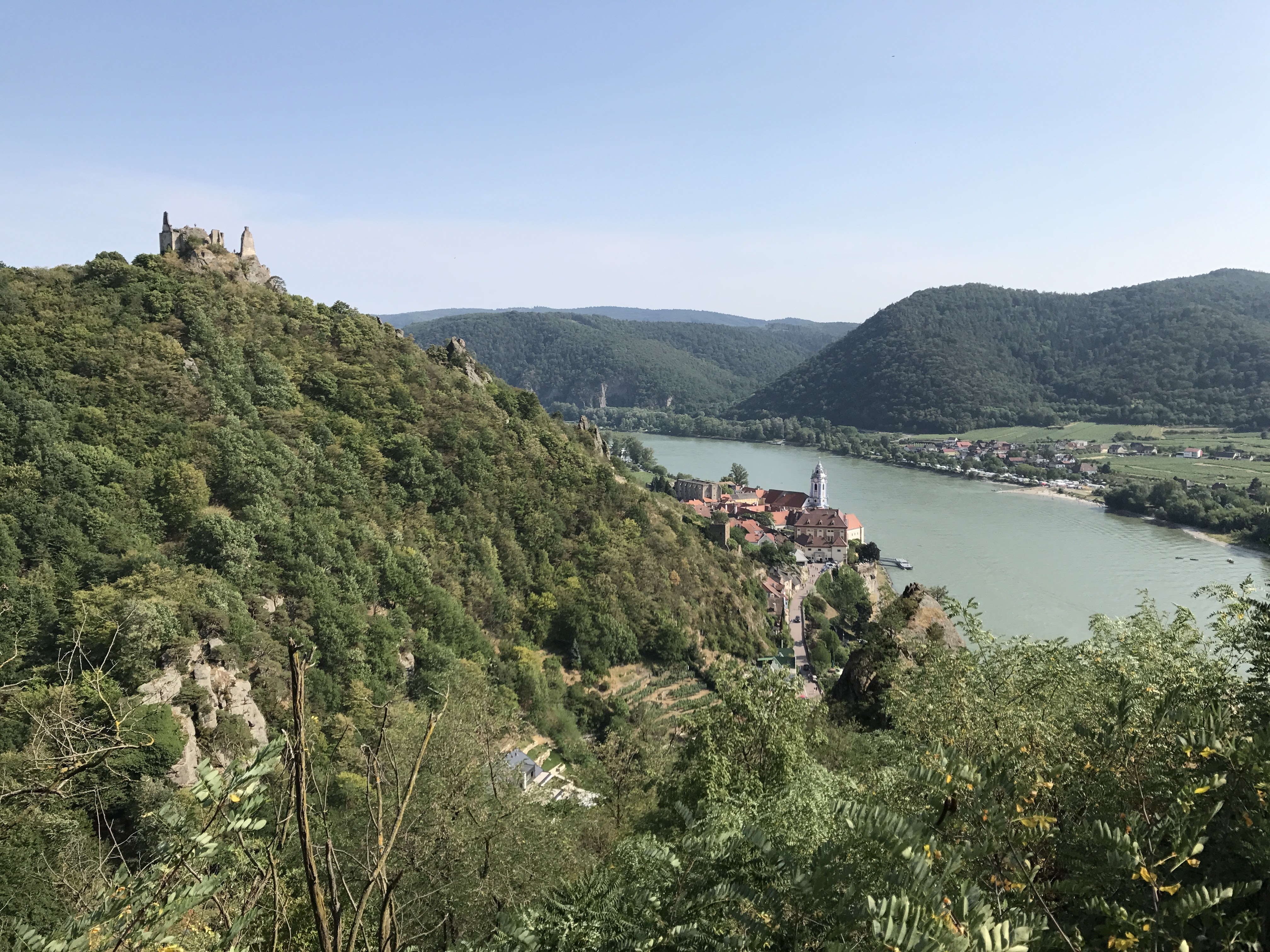
Вид на замок, Дунай и город Дюрнштайн
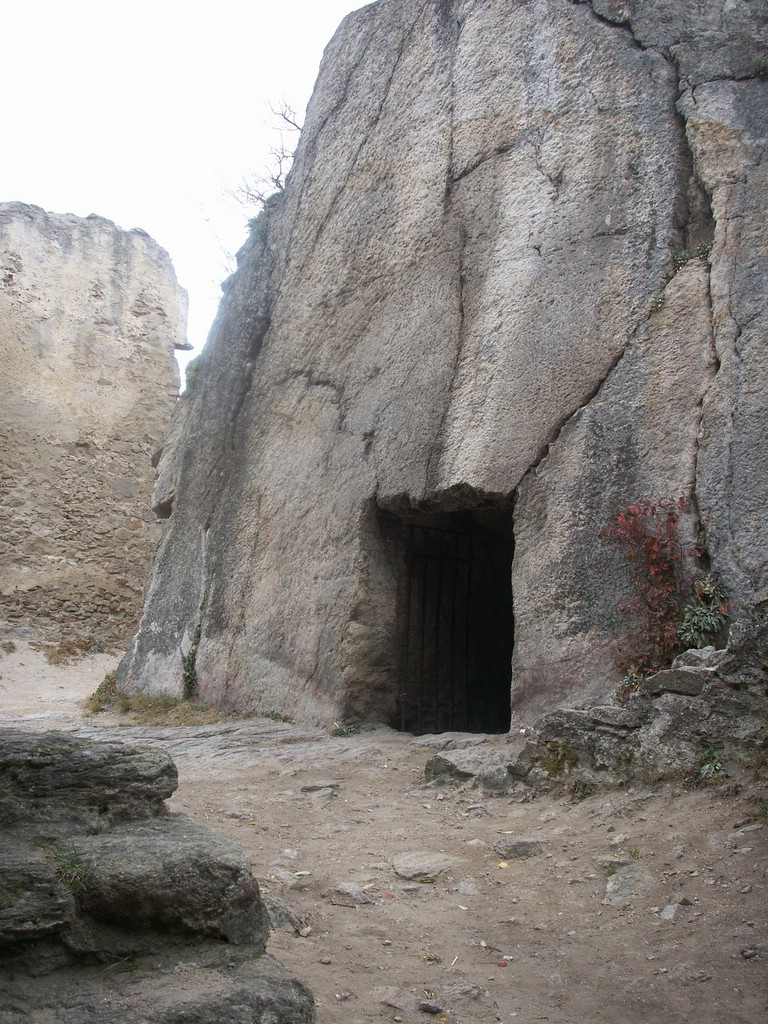
Внутри руин замка
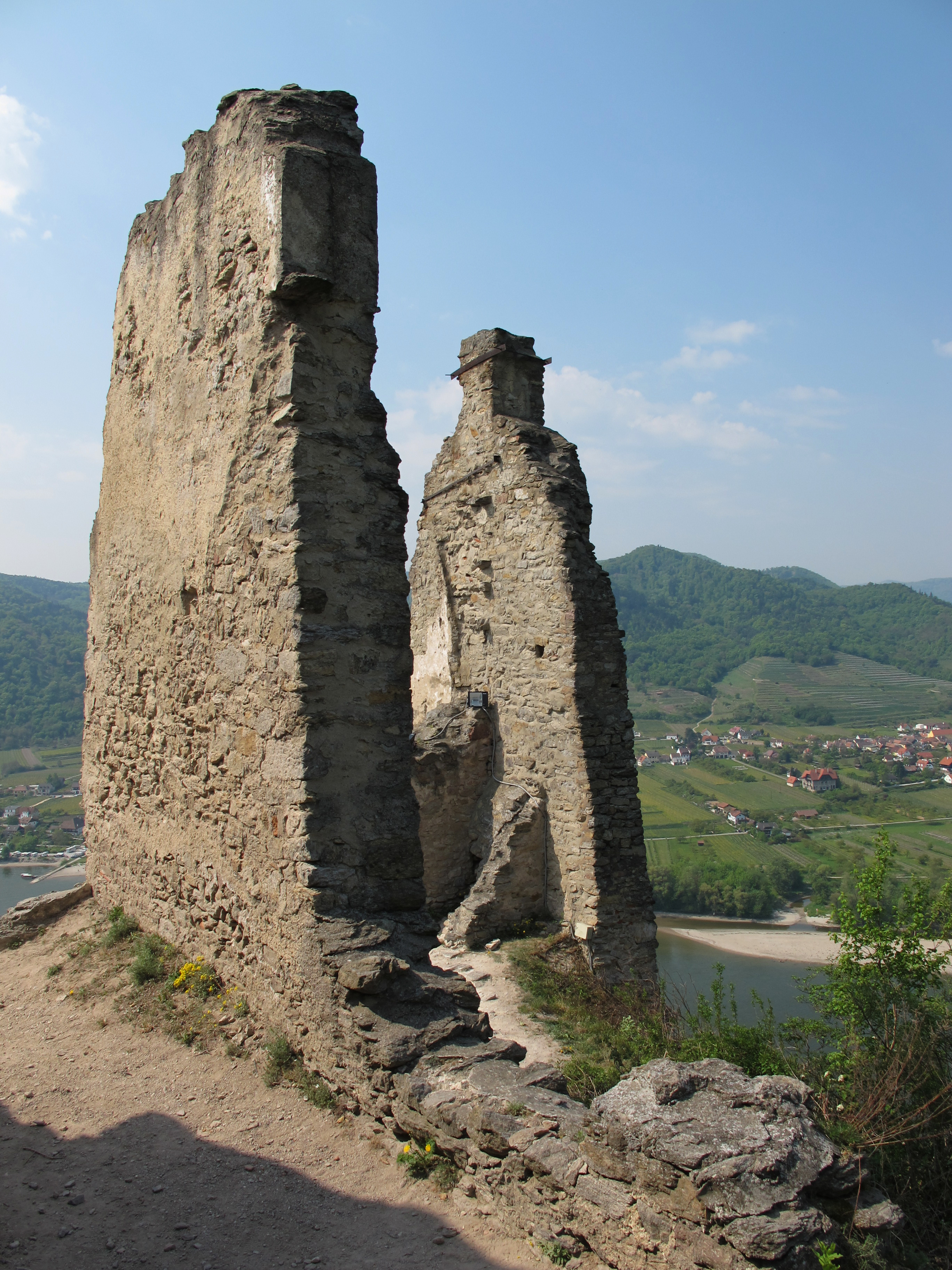
Руины главной башни замка